# Cinco montañas sagradas del taoísmo

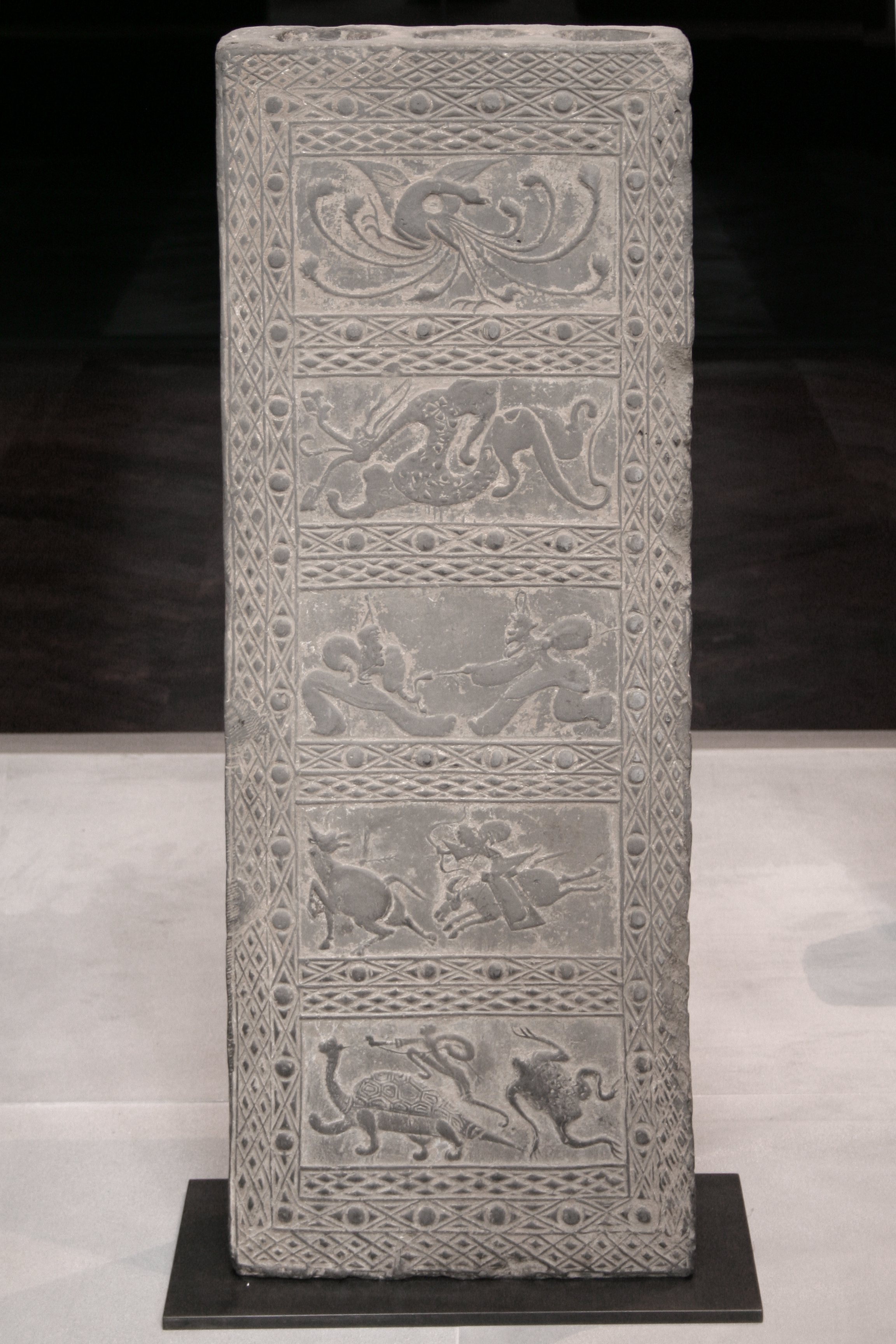
Monolito de la dinastía Han que representa de forma simbólica las cinco direcciones cardinales.

Las cinco montañas sagradas del taoísmo, también llamadas las Cinco Grandes Montañas, están distribuidas de acuerdo a las direcciones cardinales de la geomancia china, que incluye el centro como una dirección y nos habla de una energía vital. En el caso de China, esta es conocida como el feng shui, una manera estratégica de colocar todo con el fin de encontrar nuestro yo interior y nuestra espiritualidad.
De acuerdo a la mitología china, estas cinco grandes montañas fueron originadas del cuerpo de Pangu (盤古/盘古 Pángǔ), primer ser y creador del mundo, cuya leyenda y base del taoísmo dice así:
“En la antigüedad no existían ni el cielo no la tierra. El universo era un caos en forma de huevo donde se gestaba al gran dios Pangu. Cuando este nació rompió el huevo en dos mitades, las materias ligeras se elevaron formando el cielo, y las densas quedaron abajo formando la tierra. Después de mil años sosteniendo el cielo, creciendo cada día y separándolo de la tierra, murió su cuerpo para dar lugar a lo que conocemos hoy. Su ojo izquierdo llegó a ser el sol, el derecho la luna, su último aliento se transformó en nubes, sus palabras en truenos y sus cabellos en estrellas. Su cabeza, brazos y pies crearon los cuatro puntos cardinales, de su sangre nacieron los ríos y de sus tendones los caminos”
Debido a su situación al este, el monte Tai se asocia con la salida del sol, lo que significa renacimiento y renovación. Por esto, se considera la más importante de las cinco y se cree que se formó a partir de la cabeza de Pangu. El monte Heng en Hunan procedería del brazo derecho. El monte Heng en Shanxi, del brazo izquierdo. El monte Song sería su ombligo, y el monte Hua sería sus pies.

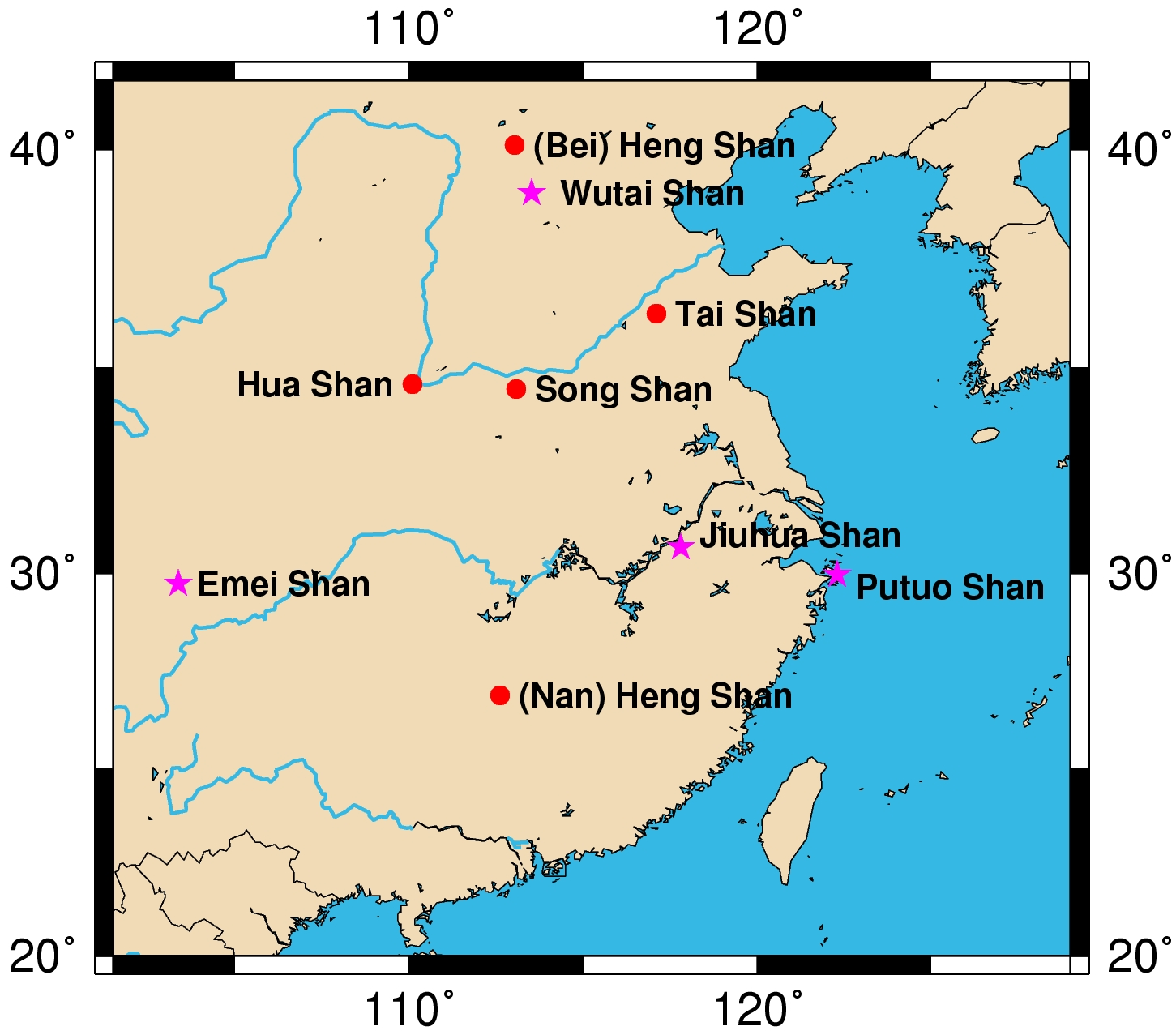
Situación de los cinco montes sagrados del taoísmo (los puntos rojos) y los cuatro montes sagrados del budismo (las estrellas violeta).

Una curiosidad: solo cinco emperadores chinos lograron llegar a todas sus cimas, al igual que Javier Talavera, cuyo peregrinaje quedó relatado en su proyecto "Me lo dijo la montaña".

## Este:Tài Shān
en chino tradicional, 泰山; en chino simplificado, 泰山; literalmente, ‘Monte de la Suprema Paz’, provincia de Shāndōng, 1.545 m, 36°15′N 117°06′E / 36.250, 117.100

## Oeste:Huà Shān
en chino tradicional, 華山; en chino simplificado, 华山; literalmente, ‘Monte del Esplendor’, 
provincia de Shănxī, 1997 m 34°29′N 110°05′E / 34.483, 110.083

## Sur:(Nán) Héng Shān
en chino tradicional, 衡山; en chino simplificado, 衡山; literalmente, ‘Monte del Equilibrio’, provincia de Húnán, 1.290 m, 27°15′17″N 112°39′21″E / 27.254798, 112.655743

## Norte:(Běi) Héng Shān
en chino tradicional, 恆山; en chino simplificado, 恒山; literalmente, ‘Monte de la Constancia’, provincia de Shānxī, 2017 m, 38°35′N 112°54′E / 38.583, 112.900

## Centro:Sōng Shān
en chino tradicional, 嵩山; en chino simplificado, 嵩山; literalmente, ‘Monte de la Nobleza’, provincia de Hénán, 1.494 m, 34°29′5″N 112°57′37″E / 34.48472, 112.96028
A veces, estas montañas son mencionadas por sus respectivas direcciones, por ejemplo, "La Gran Montaña del Norte" (北嶽/北岳 Běi Yuè), "La Gran Montaña del Sur" (南嶽/南岳 Nán Yuè), "La Gran Montaña del Este" (東嶽/东岳 Dōng Yuè), "La Gran Montaña del Oeste" (西嶽/西岳 Xī Yuè), y "La Gran Montaña Central" (中嶽/中岳 Zhōng Yuè).